# Kościół Matki Bożej Częstochowskiej w Chełmnie
Kościół Matki Bożej Częstochowskiej – rzymskokatolicki kościół parafialny należący do parafii wojskowej Matki Bożej Częstochowskiej w Chełmnie, w dekanacie Wojsk Lądowych Ordynariatu Polowego Wojska Polskiego.

## Historia i architektura
Świątynia została wzniesiona w stylu neoromańskim w latach 1874-1875 i przeznaczona była dla wojsk stacjonujących w garnizonie pruskim. Po odzyskaniu przez Polskę niepodległości budowla zaczęła pełnić funkcję kościoła garnizonowego dla stacjonującego w mieście wojska polskiego. Tę rolę pełni do dziś.  
Budowla jest murowana i wzniesiona z cegły, posiada jedną nawę z krótkim prezbiterium oraz wieżę z przodu, która jest zwieńczona trójkątnymi szczycikami. Obecne wyposażenie powstało głównie w XX wieku. Na ścianach kościoła są umieszczone liczne tablice pamiątkowe poświęcone różnym formacjom wojskowym stacjonującym w Chełmnie.